# دبليو. هوراس كارتر
دبليو. هوراس كارتر (بالإنجليزية: W. Horace Carter)‏ هو صحفي أمريكي، ولد في 20 يناير 1921، وتوفي في 16 سبتمبر 2009 بسبب نوبة قلبية.